# Rio Berila
O Rio Berila é um rio da Romênia afluente do Rio Dâmboviţa, localizado no distrito de Argeş.